# Wanderoper Girolamo Bon in Frankfurt am Main

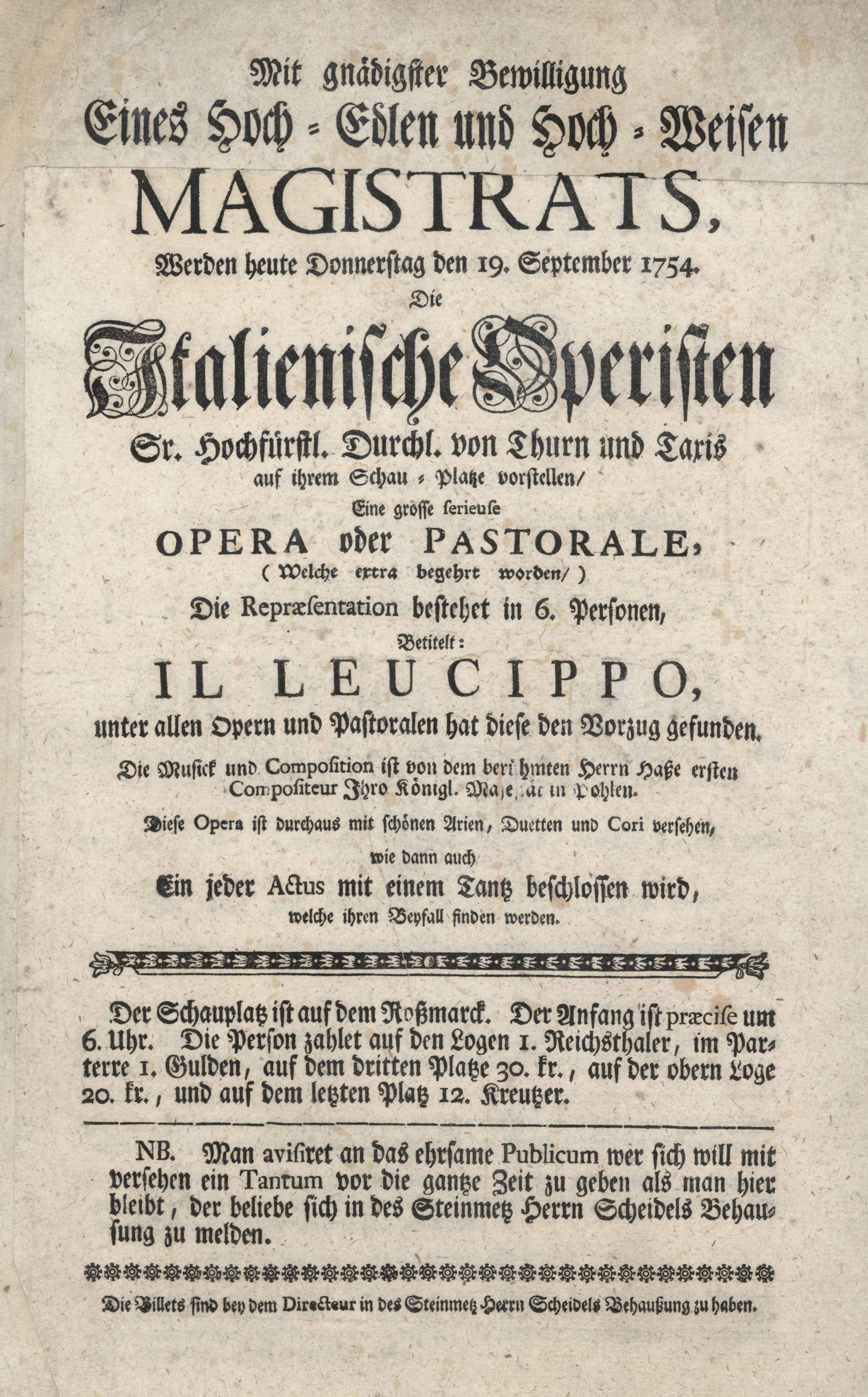
„Il Leucippo“ Oper von Johann Adolf Hasse. Aufführung am 19. September 1754 auf dem Frankfurter Roßmarkt durch die Thurn und Taxissche Operntruppe des Girolamo Bon

Die italienische Wanderoper des venezianischen Opernprinzipals Girolamo Bon (* unbekannt in Venedig, Venezien; † vor 1. Dezember 1773 in Esterháza, Ungarn) gastierte im Herbst 1754 und Frühjahr 1755 auf Einladung des Hauses Thurn und Taxis in Frankfurt am Main. Von den Vorstellungen haben sich acht originale und aufschlussreiche Theaterzettel erhalten.

## Der Theaterprinzipal Girolamo Bon
Als „Wanderoper“ reiste der Venezianer Girolamo Bon mit seiner Truppe quer durch Europa und verbreitete in den Musikzentren und an den Höfen der Aristokratie die moderne italienische Oper. Der organisatorische Aufwand der Truppe war vergleichbar mit dem der Deutschen Wanderbühnen, die von Ort zu Ort zogen und ihre Kunst auf immer wieder neu aufgeschlagenen hölzernen Bühnen auf Märkten und in Gasthöfen darboten; jedoch gehörten sie zu den „elitären“ Bühnenkünstlern, die den Wünschen der Nobilità nach modernem Musiktheater entsprachen. Bon hatte den zusätzlichen Aufwand der Musik (Musiker, Instrumente, Noten), konnte aber meist in den fürstlichen Theatern auftreten, wo nicht, war er als Bühnenarchitekt willkommen. Nach Frankfurt wurde er auf Wunsch der „gesammten gesandschaftlichen Noblesse“ (Meixner) eingeladen, auch wenn die Stadt noch keinen öffentlichen Theaterbau besaß; das führte dazu, dass Bon hier selbst für seine Bühne sorgte.
Der Allround-Künstler Girolamo Bon war Maler, Bühnen-Architekt, -Dekorateur und -Maschinist, Textbuch-Autor, Komponist, Prinzipal und möglicherweise auch Abend-Spielleiter seines Familienunternehmens, zu dem seine Frau, die Sängerin Rosa Ruvinetti-Bon, sein Schwiegervater Stefano Ruvinetti und etwa ab 1755 seine Tochter, die Komponistin und Sängerin Anna Bon di Venezia gehörten.
Der Frankfurter Aufenthalt Girolamo Bons ist durch acht terminlich zusammenhängende Theaterzettel dokumentiert, die von seiner Arbeit als selbständiger Opern-Unternehmer Zeugnis ablegen. Sie sind ein rares Zeugnis des international tätigen Opernimpresarios Girolamo Bon und zeigen, dass Bon sich bei der Gestaltung der kostbaren, ehemals Fürsten vorbehaltenen Gattung Oper zum volkstümlichen Geschmack der Bürger hinbewegte.

## Girolamo Bon und das Haus Thurn und Taxis
Die vom 16. bis 18. Jahrhundert zu Hochadel und Reichtum aufgestiegene, über ganz Europa angesiedelte Reichspost-Familie von Thurn und Taxis besaß in Frankfurt ein kostbares Palais mit hauseigenem Theater, erbaut 1729–1739 unter Anselm Franz von Thurn und Taxis. Nachdem die Bon-Truppe 1752 in der belgischen Stadt Antwerpen bei der Einweihung des dortigen Opernhauses mitgewirkt hatte (der belgische Stammsitz der adeligen Postfamilie befand sich in Brüssel), trat sie 1753 als „Italienische Operisten Sr. Hochfürstl. Durchl. von Thurn und Taxis“ in die Dienste des Fürsten und Generalerbpostmeisters Alexander Ferdinand von Thurn und Taxis in Regensburg, der Stadt des „immerwährenden Reichstags“. Unter des Fürsten Protektorat schloss sich die Einladung in die freie Reichsstadt Frankfurt an.
Vermutlich waren dieselben verwandtschaftliche Beziehungen maßgeblich, die Familie anschließend an den Hof nach Bayreuth zu führen, denn der Bayreuther Markgraf Friedrich war mit dem Regensburger Fürsten verschwägert.

## Das Frankfurter Gastspiel
Girolamo Bon hatte bisher auf Einladung fürstlicher Häuser gespielt. In Frankfurt, wo sich noch kein feststehendes Operngebäude befand, bewies er künstlerisches Geschick und unternehmerischen Mut als selbständiger Opernleiter. Unter ihm als Directeur führte die Truppe am Roßmarkt Intermezzi, Opere serie und Opéras comiques auf. Als Attraktion wurden in den Pausen mehrmals die Künste eines Seiltänzers, des „hochberühmten Engelländers“, angeboten, der „mit einem Bret aufm Drath gehen“, mit dem Kopf darauf stehen und anschließend eine Pyramide von 30 Gläsern balancieren konnte.
Die Theaterzettel, Vorläufer heutiger Theaterplakate, wurden vor der Aufführung am Gebäude der Bühne angebracht und führten alles für das Publikum Wichtige auf: Vorstellungsbeginn („praecise um 6.“ oder „halb 6. Uhr“), Preis und Erwerbsmöglichkeit der Eintrittskarten (zwischen 1 Reichsthaler und 12 Kreutzern) und Textbücher in deutscher und italienischer Sprache (beim Directeur in des Steinmetz Scheidels Behaussung) sowie besonders einladende Einzelheiten der Aufführung (zwey extra schöne Tänze). Die Namen der ausführenden Künstler fehlen jedoch und ein Komponistenname ist nur dreimal angegeben, der des Dresdener Hofkapellmeisters Johann Adolf Hasse, die anderen Opern bleiben anonym. Die ein oder andere davon kann man nachträglich zuweisen, dazu gehört Demetrius, wofür bei einem späteren Gastspiel in Preßburg Christoph Willibald Gluck angegeben ist.
Schon der erste Frankfurter Theaterzettel „IL Leucippo“ kündigt die Premiere dieser „grossen serieusen Oper“ von Johann Adolf Hasse hinsichtlich der Örtlichkeit etwas ungewiss „auf ihrem Schauplatze“ an. Weiter unten ist aber zu lesen „Der Schauplatz ist auf dem Roßmarckt“. Ob damit zwei verschiedene Bühnen gemeint sind, etwa auch die „hauseigene“ im Palais Thurn und Taxis, kann nicht entschieden werden. Auch nicht, ob am Roßmarkt bereits ein hölzernes Theater für wandernde Truppen stand.
Gleich zu Beginn der Spielzeit 1754 hatte Girolamo Bon offenbar das Pech, dass dasjenige am Roßmarkt nicht standhielt. Dies geht aus dem Text ab dem zweiten Theaterzettel hervor, auf dem die Stabilität des Theatergebäudes und die Approbation desselben durch einen städtischen Baumeister eigens betont wird.
Wie lange oder wie oft die Truppe insgesamt in Frankfurt spielte, steht, den Theaterzetteln nach, nicht fest, da nicht bekannt ist, ob diese vollständig sind. Der Text der Theaterzettel spricht etwas ungenau von „der ganzen Zeit“ „als man hierbleibt“ (1754) und „Wochen oder Monat“ (1755), für die ein „Tantum“ (Abonnement, Dauerkarte) angeboten wurde. Und ob zwischen 19. September 1754 und April 1755 gespielt wurde, lässt sich nicht belegen. Sicher war es geplant, aber wegen des erwähnten mangelhaften Theatergebäudes am Roßmarkt erstmal nicht durchführbar. Über eine Ausweichmöglichkeit ins Theater des Palais Thurn und Taxis ist wiederum nichts bekannt. Der Kommentar zu Le Philosoph am 21. April, „Von diesem Stück wird die letzte Repraesentation sein“, klingt so, als hätte es von dieser Oper tatsächlich mehr Aufführungen als vorhandene Theaterzettel gegeben.
Mit Ausnahme des IL Leucippo stammen alle Theaterzettel vom April 1755, der letzte vom 23. April. Nach diesen handelte es sich um eine – abgebrochene(?) – Herbstspielzeit 1754 und eine Frühjahrsspielzeit 1755.

### Theaterbetrieb
Aus dem Text der Frankfurter Theaterzettel lassen sich Rückschlüsse über den damaligen Theaterbau- und Betrieb am Roßmarkt ziehen. Die Anlage des Zuschauerraums ist von der Staffelung der Eintrittspreise abzuleiten: Loge (1 Reichsthaler), Parterre (1 Gulden), dritter Platz (30 kr.[eutzer]), obere Loge (20 kr.) und letzter Platz (12 kr.), demnach mindestens drei Etagen, nämlich Loge, obere Loge und Parterre. Die Eintrittskarten waren „beym Directeur in des Herrn Steinmetz Scheidels Behaussung“ zu erhalten. Bon wohnte demnach offenbar bei dem Künstler und Bildhauer Scheidel.

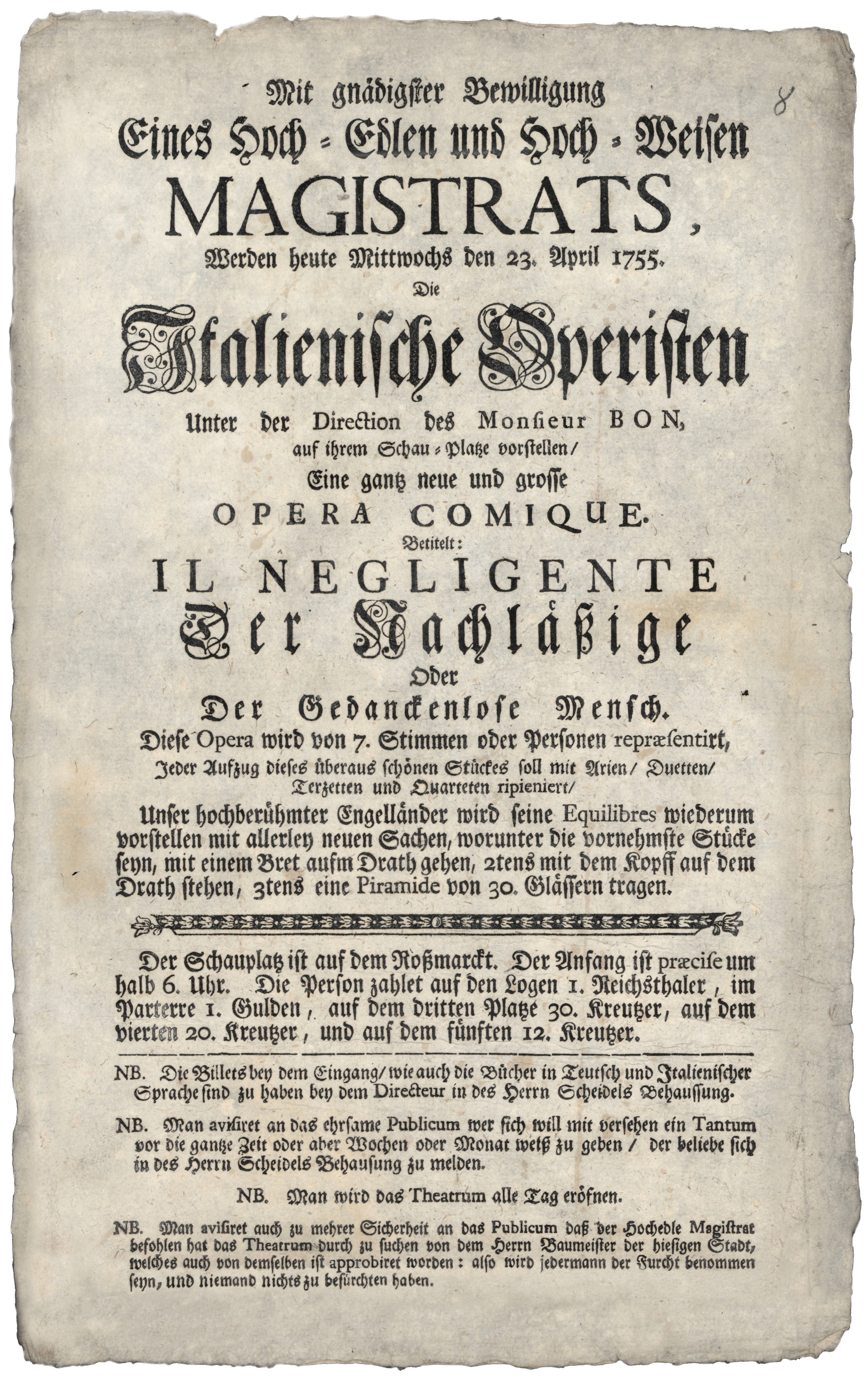
„Il Negligente“ „repraesentiert von 7 Stimmen oder Personen“, und mit „Arien, Duetten, Terzetten und Quartetten ripieniert“. Letzter Theaterzettel der Bon-Truppe April 1755 Frankfurt a. M.

Die Theaterzettel 2–8 sind etwas ausführlicher als der erste vom 19. September 1754. Das Eintrittsbillet war jetzt am Eingang des Theaters zu erhalten, dagegen „die Bücher in Teutsch und Italienischer Sprache bei dem Directeur in des Herrn Scheidels Behaussung“. Vermutlich waren Textbücher und Übersetzung das Arrangement Bons persönlich, der die Bücher wohl selbst drucken ließ und am angegebenen Ort verkaufte.
Die Darsteller sind nur gelegentlich summarisch genannt, bis zu 7 Stimmen; in La serva padrona gab es dazu „viele stumme Personen“, in IL Leucippo sogar Chöre. Ob die ganze Truppe, einschließlich der Tänzer, ebenfalls „in des Scheidels Behaussung“ Platz hatte, ist ungewiss. Auch die Frage nach den unabdingbaren Instrumentalmusikern (Opernorchester) und einem Dirigenten kann für den Frankfurter Aufenthalt nicht beantwortet werden. Üblich war, dass örtliche Musiker mitwirkten, in Betracht zu ziehen sind die Mitglieder der fürstlichen Hofkapelle aus Regensburg oder Frankfurt. Ob Girolamo Bon, der als guter Musikus auch Violinsonaten komponiert hat als Abenddirigent wirkte, muss offenbleiben. Kein Zweifel besteht darüber, dass Bons Frau Rosa Ruvinetti-Bon die Primadonna der Truppe bildete; als besonders erfolgreiche Intermezzo-Sängerin sang sie die Serpina in La serva padrona von Giovanni Battista Pergolesi. Andere Sängernamen der Frankfurter Truppe sind nicht bekannt.
Den Theaterzetteln von 1755 kann man die dichte Folge der Veranstaltungen eines ganzen Monats (April) entnehmen. Dazu gehörte auch eine Pause zwischen dem 14. und 21. April. Trotzdem heißt es ausdrücklich, dass das Theater täglich geöffnet sei.

### Spielplan
Große Oper gab es insgesamt mindestens dreimal: Il Leucippo, Demetrius und Il Negligente, wovon die beiden ersten Opere serie (ernste Opern) waren. Auffällig ist die französische Bezeichnung „Opéra comique“ für fast alle weiteren Vorstellungen der Italiener, als Ausdruck einer französischen Orientierung.
Damit überwiegt in diesem Spielplan die „komisch“-volkstümliche Oper. Die als italienisches Intermezzo bekannt gewordene La serva padrona wird als „Divertissement“ mit einem zusätzlichen 3. Akt angekündigt, Il Quatro Amanti in un amante solo als „Intermezzo“, alle anderen als „Opéras comiques“. Das sind Il Gioccatore, Il Calandrano, Le Philosophe und Il Negligente.
An diesem Spielplan ist das Bemühen des „Directeur“ Girolamo Bon zu erkennen, dem Frankfurter Publikum das zu bieten, was seit dem Buffonistenstreit 1752/54 in Paris Einfluss gewonnen hatte: die volkstümliche (italienische) Opera buffa (Intermezzo, komische Oper), die der Opéra comique den Weg ebnete und der Opera seria der Fürstenbühne Konkurrenz machte.

## Inhalt der Theaterzettel
| Titel                                                                  | Ankündigung                                                                                        | Datum          | Ort                   | Komponist                                         | Textautor                                    | Angaben zur Musik                                                   | in den Pausen                                    |                                                                                      |
| ---------------------------------------------------------------------- | -------------------------------------------------------------------------------------------------- | -------------- | --------------------- | ------------------------------------------------- | -------------------------------------------- | ------------------------------------------------------------------- | ------------------------------------------------ | ------------------------------------------------------------------------------------ |
| Il Leucippo                                                            | grosse serieuse Opera oder Pastorale (welche extra begehrt worden)                                 | 19. Sept. 1754 | Roßmarkt Frankfurt/M. | von dem berühmten Herrn Haße (Johann Adolf Hasse) | Giovanni Claudio Pasquini                    | schöne Arien, Duette, Cori                                          | Ein jeder Actus wird mit einem Tantz beschlossen |                                                                                      |
| La Serva Padrona, oder die herrschende Magd                            | Das schöne und unvergleichliche Divertissement [Intermezzo], nunmehro in 3 Actus und in 3 Personen | 4. April 1755  | Roßmarkt Frankfurt/M. | Giovanni Battista Pergolesi?                      | Gennaro Antonio Federico?                    | schöne Arien und viele stumme Personen                              | seltsame Éxquilibres                             |                                                                                      |
| Il Gioccatore oder Der Spiehler [Il giucatore?]                        | Opera Comique [Intermezzo] 3 Acte                                                                  | 5. April 1755  | Roßmarkt Frankfurt/M. | von dem Herrn Hasse                               | Carlo Goldoni? Jean-François Regnard (1696)? | mit vielen schönen Arien und Duetten ripieniert                     | zwey extra schöne Täntze                         |                                                                                      |
| Demetrius                                                              | extra schöne und serieuse Haupt-Opera mit 6 Stimmen [3 Akte]                                       | 7. April 1755  | Roßmarkt Frankfurt/M. | Christoph Willibald Gluck?* Niccolo Jomelli?**    | Pietro Metastasio?*                          |                                                                     | mit zwey extra schönen Täntzen                   |                                                                                      |
| Il Quatro Amanti in un amante solo, Die vier Liebhaber in einer Person | lustiges Intermezzo in 3 Abteilungen                                                               | 12. April 1755 | Roßmarkt Frankfurt/M. | ?                                                 | ?                                            | mit schönsten lustigsten Arien und Duetten, auch Täntze und Ballets |                                                  |                                                                                      |
| Il Calandrano                                                          | Opera comique, 5 Stimmen, 3 Acte                                                                   | 14. April 1755 | Roßmarkt Frankfurt/M. | von dem Herrn Hasse                               | Cazzanigo?*                                  |                                                                     | seltsame Équilibres                              |                                                                                      |
| Le Philosophe [Il filosofo di campagna?]*                              | ganz neue und große lustige Opera Comique, 3 Acte, letzte Repraesentation                          | 21. April 1755 | Roßmarkt Frankfurt/M. | Baldassare Galuppi?                               | [Fegejo Polisseno/=Carlo Goldoni]*           |                                                                     | der hochberühmte Engelländer                     |                                                                                      |
| Il Negligente, Der Nachläßige oder Der Gedanckenlose Mensch            | ganz neue und große Opera comique, 7 Stimmen oder Personen                                         | 23. April 1755 | Roßmarkt Frankfurt/M. | Vincenzo Legrenzio Ciampi?                        | Carlo Goldoni?                               | mit Arien, Duetten, Terzetten und Quartetten ripieniert             | der hoch berühmte Engelländer                    | (Das Textbuch in Washington führt die Mitwirkenden auf, darunter Anna und Rosa Bon.) |

* Nach Zdenko Nováček: ''Hudba v Bratislave.'' Bratislava 1978, S. 172/73: Angabe von Libretto-Drucken des „Buchhändler Landerer“ bei Bons Gastspiel in Preßburg 1759/60.
** Nach Michaela Krucsay: ''Zwischen Aufklärung und barocker Prachtentfaltung'' 2015. Textbuch Pressburg 1760, Titelabbildung S. 151.